# Cédric Vasseur
Cédric Vasseur (ur. 18 sierpnia 1970 w Hazebrouck) – francuski kolarz szosowy. W latach 2001–2005 był członkiem francuskiej drużyny kolarskiej Cofidis, często zajmując pozycję kapitana, po czym przeniósł się do belgijskiego teamu Quick Step-Innergetic.
Vasseur przeszedł na zawodowstwo wstępując do drużyny Novemail w roku 1995, po czym zmienił barwy na GAN w roku 1996, które zmieniło nazwę na Crédit Agricole w rok później. Jego pierwsze zawodowe zwycięstwo jest jednocześnie jego najbardziej znaczącym - po samotnej 147-kilometrowej ucieczce wygrał 5. etap w Tour de France 1997 i potem przez 5 dni jechał w koszulce lidera, walcząc o nią zacięcie z Janem Ullrichem.
W latach 2000 i 2001 startował w barwach U.S. Postal i brał udział w Tour de France 2000. Drużyna ta wykluczyła go jednak z możliwości startu w Tour de France 2001, zmienił więc barwy na Cofidis. Podkreślał osobiste różnice z gwiazdą US Postal, Lance’em Armstrongiem, co często było wspominane przez francuskie magazyny rowerowe.
W roku 2004 Vasseur został aresztowany w związku z podejrzeniem o doping, podobnie jak kilku jego kolegów z grupy, włączając w to mistrza w jeździe na czas, Davida Millara i Polaka, Marka Rutkiewicza. Późniejsze analizy dały jednak wynik negatywny i imię Vasseura zostało oczyszczone z zarzutów. Twierdził on również, że niektóre z jego zeznań zostały wymuszone. Uczestnictwo kolarza w Tour de France 2004 w związku z całą tą sprawą zostało zablokowane, gdyż dochodzenie nie zostało jeszcze ukończone w momencie startu wyścigu.
Vasseur pochodzi z rodziny o kolarskich tradycjach: jego ojciec Alain Vasseur brał udział w Tour de France 1970, Tour de France 1971 oraz Tour de France 1974 i również wygrał jeden z etapów po solowej ucieczce.
Vasseur był postrzegany jako kolarz wszechstronny, radzący sobie w różnego rodzaju wyścigach. Brał udział w klasykach takich jak Dookoła Flandrii czy Paryż-Roubaix, wygrał również etap na etapówce Dauphiné Libéré.
Obecnie mieszka w Lille z żoną i synem. Z końcem sezonu 2007 postanowił zakończyć karierę.

## Zwycięstwa
1997
Tour de France - etap 5.
koszulka lidera przez 5 dni
2002
Cztery Dni Dunkierki - etap 5.
GP d'Isbergues
2003
Paris-Corrèze - klasyfikacja generalna i etap 2.
Internationale Hessen-Rundfahrt - klasyfikacja generalna i etap 1.
Critérium du Dauphiné Libéré - etap 7.
Tour du Limousin - etap 2.
2004
Tour de l'Ain - etap 4.
Tour du Limousin - etap 4.
2006
GP d'Isbergues
2007
Tour de France - etap 10.